# Nepenthes benstonei
Nepenthes benstonei este o specie de plante carnivore din genul Nepenthes, familia Nepenthaceae, ordinul Caryophyllales, descrisă de C. Clarke. Conform Catalogue of Life specia Nepenthes benstonei nu are subspecii cunoscute.

## Galerie de imagini

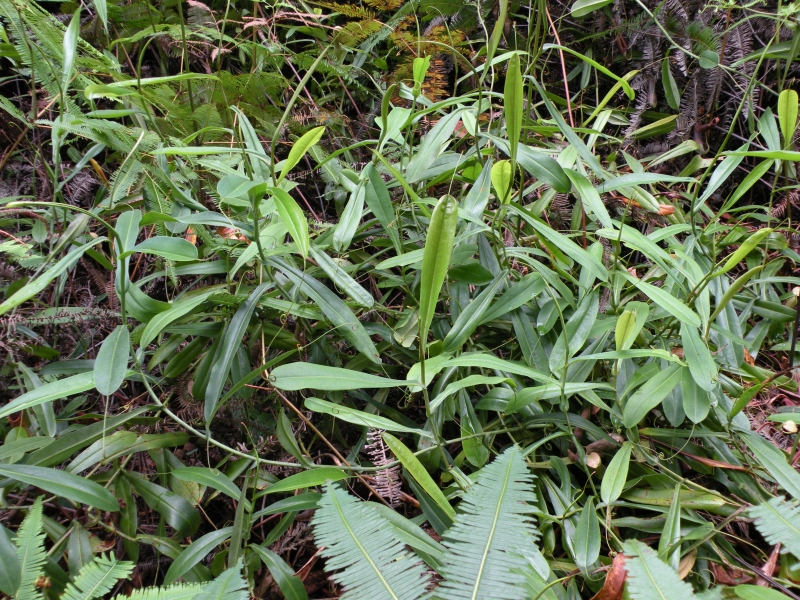
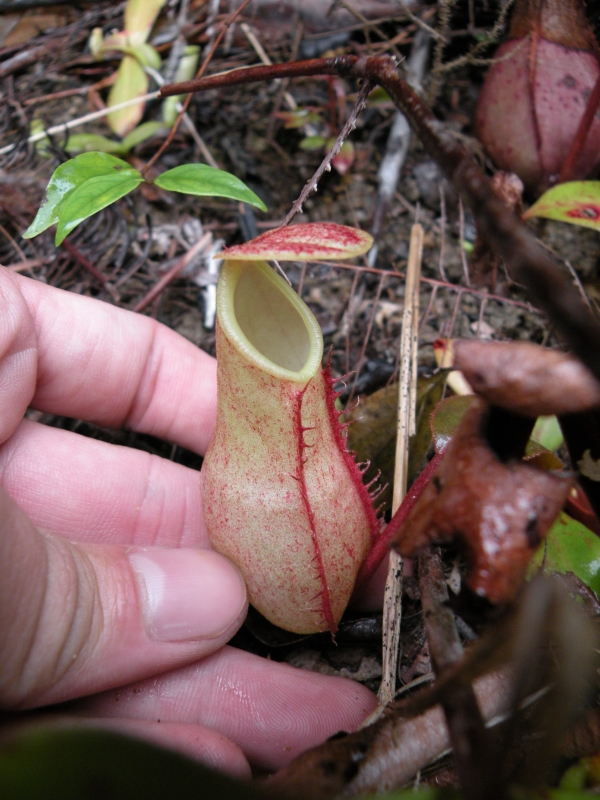
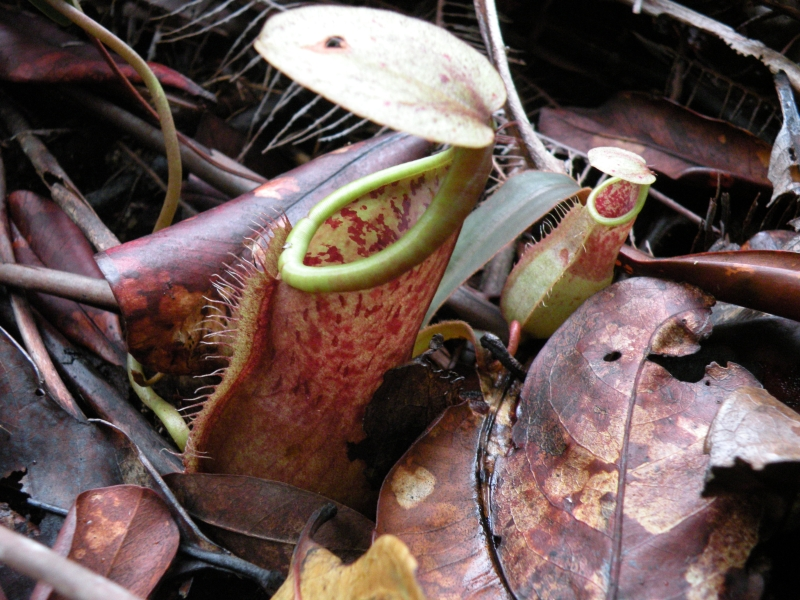
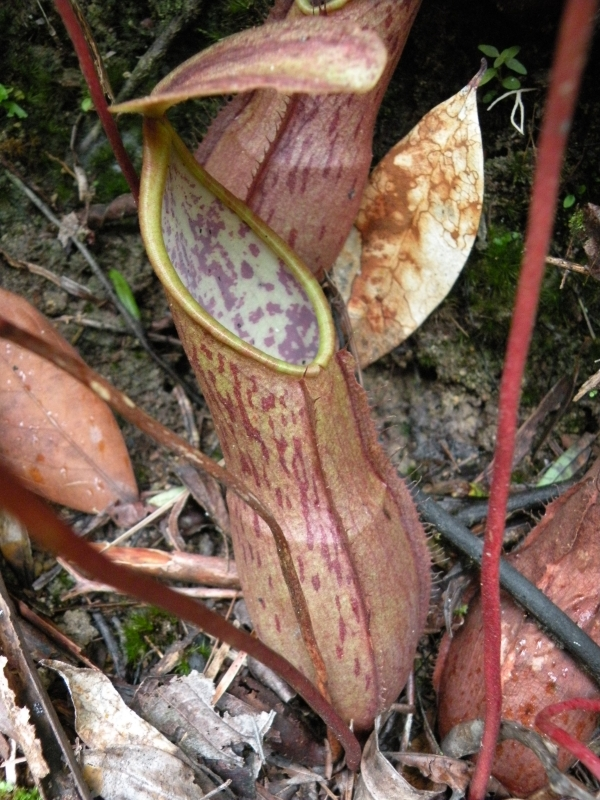
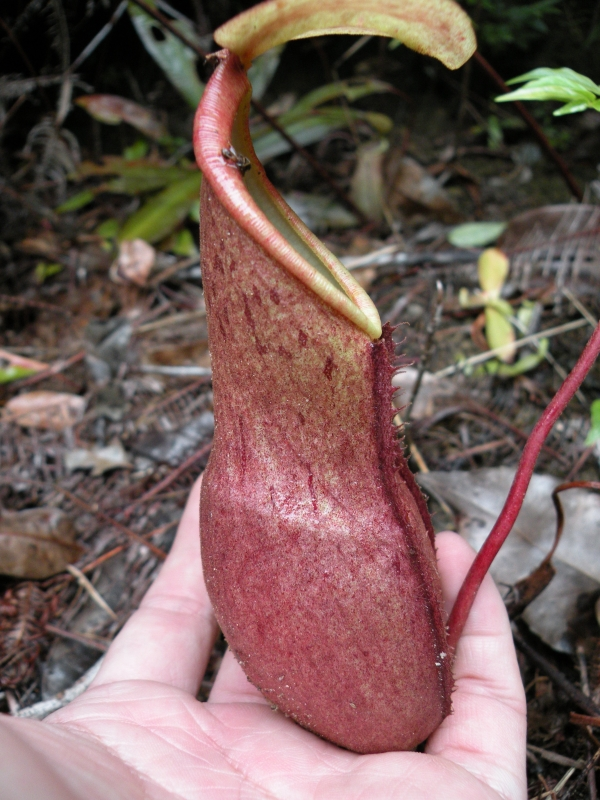
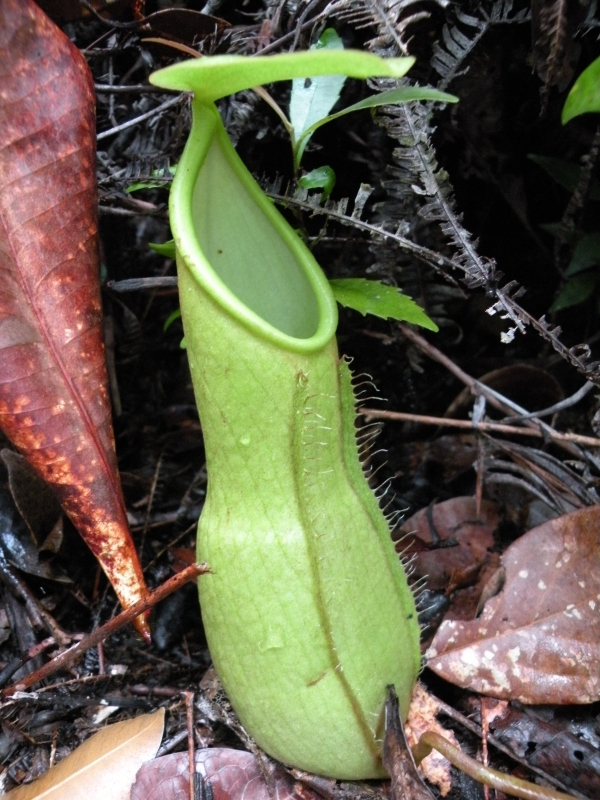